# Ryūichi Kurata
Ryūichi Kurata (jap. 倉田 龍一, Kurata Ryūichi; * 6. August 1986 in Sapporo, Hokkaidō) ist ein japanischer Eishockeyspieler, der seit 2010 bei den Nikkō Ice Bucks in der Asia League Ice Hockey unter Vertrag steht.        

## Karriere
Ryūichi Kurata begann seine Karriere als Eishockeyspieler in der Mannschaft der Hōsei-Universität. Anschließend unterschrieb er einen Vertrag bei den Tohoku Free Blades, die in der Saison 2009/10 ihren Spielbetrieb in der Asia League Ice Hockey aufnahmen. In dieser gab der Angreifer in seinem Rookiejahr im professionellen Eishockey in 17 Spielen zwei Torvorlagen. Zudem erhielt er 14 Strafminuten. Zur Saison 2010/11 wechselte der Angreifer innerhalb der AIHL zu den Nikkō Ice Bucks, bei denen er sich auf je drei Tore und drei Vorlagen in 36 Spielen steigern konnte.   

## Asia-League-Statistik
(Stand: Ende der Saison 2010/11)